# Сіблі (Луїзіана)
Сіблі (англ. Sibley) — місто (англ. town) в США, в окрузі Вебстер штату Луїзіана. Населення — 1127 осіб (2020).

## Географія
Сіблі розташоване за координатами 32°32′33″ пн. ш. 93°17′37″ зх. д. / 32.54250° пн. ш. 93.29361° зх. д. (32.542595, -93.293639).  За даними Бюро перепису населення США в 2010 році місто мало площу 10,35 км², з яких 10,00 км² — суходіл та 0,36 км² — водойми.

## Демографія
Згідно з переписом 2010 року, у місті мешкало 1218 осіб у 462 домогосподарствах у складі 336 родин. Густота населення становила 118 осіб/км².  Було 511 помешкання (49/км²).
Расовий склад населення:
| - 71,7 % — білих - 25,3 % — чорних або афроамериканців - 0,8 % — корінних американців - 0,4 % — азіатів |

До двох чи більше рас належало 1,7 %. Частка іспаномовних становила 1,4 % від усіх жителів.
За віковим діапазоном населення розподілялося таким чином: 27,0 % — особи молодші 18 років, 58,2 % — особи у віці 18—64 років, 14,8 % — особи у віці 65 років та старші. Медіана віку мешканця становила 36,6 року. На 100 осіб жіночої статі у місті припадало 99,3 чоловіків;  на 100 жінок у віці від 18 років та старших — 94,1 чоловіків також старших 18 років.
Середній дохід на одне домашнє господарство  становив 53 133 долари США (медіана — 37 391), а середній дохід на одну сім'ю — 58 104 долари (медіана — 47 031). Медіана доходів становила 34 205 доларів для чоловіків та 25 469 доларів для жінок. За межею бідності перебувало 17,9 % осіб, у тому числі 24,1 % дітей у віці до 18 років та 17,0 % осіб у віці 65 років та старших.
Цивільне працевлаштоване населення становило 524 особи. Основні галузі зайнятості: освіта, охорона здоров'я та соціальна допомога — 27,7 %, роздрібна торгівля — 13,7 %, оптова торгівля — 9,7 %, виробництво — 9,4 %.